# Popkomm
Popkomm è un'esposizione internazionale legata alla musica e al mondo dell'entertainment, all'interno della quale si svolgono anche un congresso ed un festival. Si tiene a Berlino, ma coinvolge almeno 55 paesi diversi. È organizzato dalla Popkomm GmbH di Berlino.

## Storia
Popkomm fu organizzato per la prima volta nel 1989 a Düsseldorf, come meeting di piccoli artisti indipendenti. Nel 1990 fu spostato a Colonia, assumendo un profilo internazionale e configurandosi come un momento d'incontro per l'industria musicale. Colonia ospitò lo show fino al 2003, mentre l'edizione del 2004 fu a Berlino.

## Il congresso
Il Popkomm Congress è l'evento in cui vengono discusse le più importanti questioni relative all'industria musicale. È presentato da figure chiave nel mondo dell'industria musicale, come Feargal Sharkey, frontman degli Undertones e direttore dell'UK's Live Music Forum, Gilberto Gil, musicista di fama internazionale e Ministro della Cultura del Brasile, paese partner del Popkomm, Claude Nobs, fondatore del Montreux Jazz Festival, e l'impresario Lou Pearlman.
Nel 2007, in accordo con i tempi, gli argomenti di discussione principale furono la musica digitale, la musica dal vivo, l'entertainment legato al mondo dei cellulari e l'industria creativa. Oltre a sottolineare questi aspetti, all'interno del Popkomm vi sono anche "attrazioni", organizzate per ogni paese, per fare un esempio, nel 2006 l'attenzione era centrata sul Giappone, sul Brasile e sulla Russia.

## La fiera
Per chi lavora nel music business, il Popkomm è una fiera fondamentale, che dà una forte spinta economica all'industria e che ha una notevole importanza anche a livello culturale.

## Il festival
È il terzo elemento del Popkomm. Si tratta di un festival che coinvolge diversi artisti da numerosi paesi nel mondo. Nel 2006 più di 2000 artisti da 26 paesi si esibirono, per un totale di 600 ore di musica, dislocate in vari club di Berlino. Tra i grandi nomi presenti: Billy Talent, Chicks on Speed, Joy Denalane, Kaizers Orchestra, ¡Forward, Russia!, the Aggrolites, the Long Blondes, Sugarplum Fairy, Juliette and the Licks e i Lunik.

## Popkomm IMEA: i premi
Popkomm IMEA è un acronimino che sta per Innovation in Music and Entertainment Awards (Premio per l'innovazione nella musica e nell'entertainment), un premio che mira a celebrare le nuove idee, specialmente nel cambio della musica digitale o dell'entertainment per telefoni cellulari.

## Popkomm Classics
La musica classica sta aumentando la sua importanza all'interno del Popkomm. Etichette discografiche e media legati alla musica classica sono rappresentati al Classic Lounge, luogo dedicato alla promozione nonché ad esibizione live. Anche il Popkomm Congress si è occupato di musica classica, per esempio nel 2006, nell'ottica di un innovativo programma educativo.

## Altre fiere musicali
- Eurosonic a Groningen, Paesi Bassi
- Midem a Cannes, Francia
- South by Southwest (SXSW) ad Austin, Texas, USA
- WOMEX - il world music expo di Berlino - itinerante attraverso l'Europa